# Haus in der Sonne

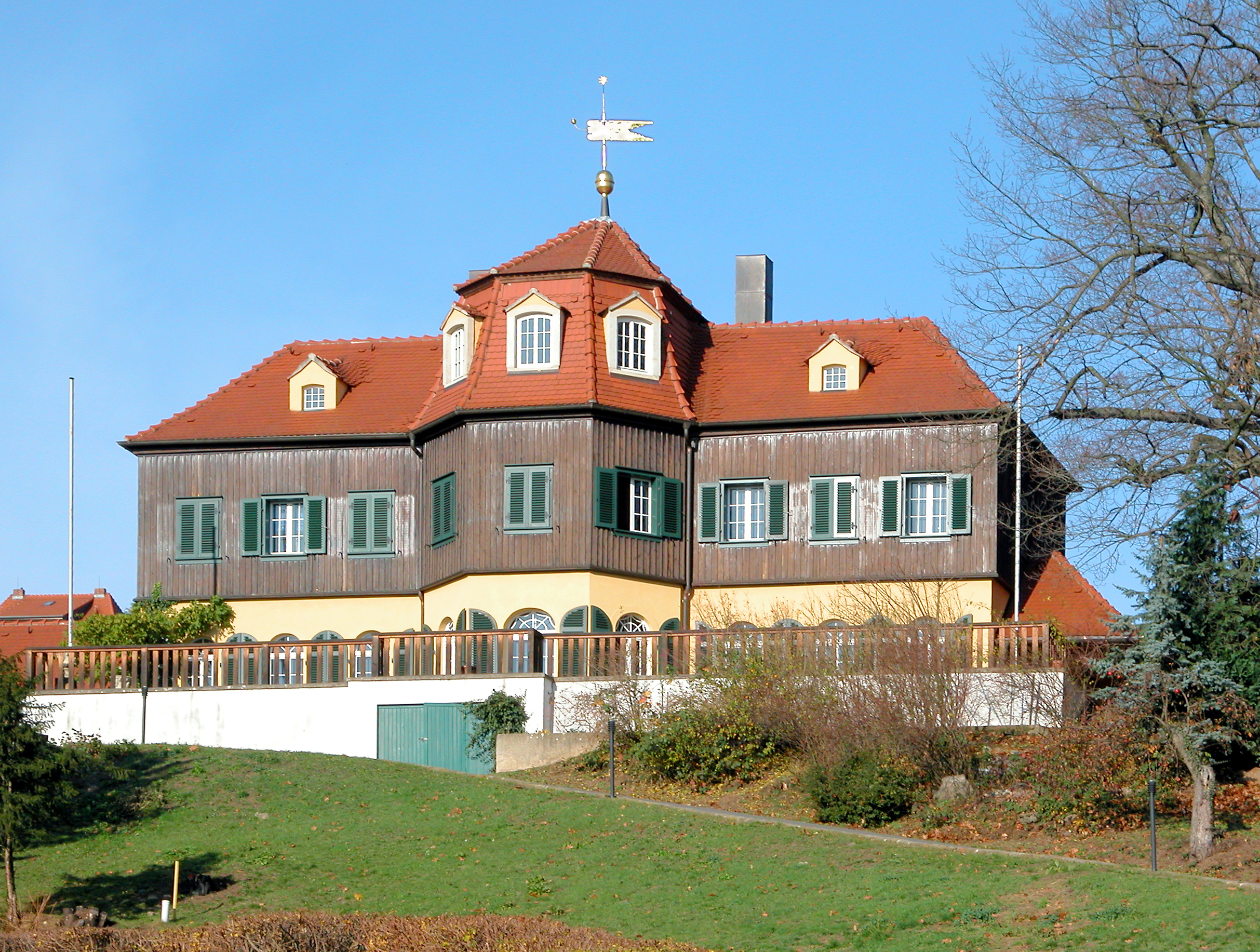
„Haus in der Sonne” przy Weinbergstr. 44

Haus in der Sonne także (niem.) Friedrichsburg i (niem.) Bergschlösschen – dom winiarski zbudowany w 1770 roku, w Oberlößnitz, w saksońskim mieście Radebeul.
„Haus in der Sonne” jest wpisany na listę zabytków od 1939 roku i znajduje się przy (niem.) Weinbergstrasse 44.

## Historia

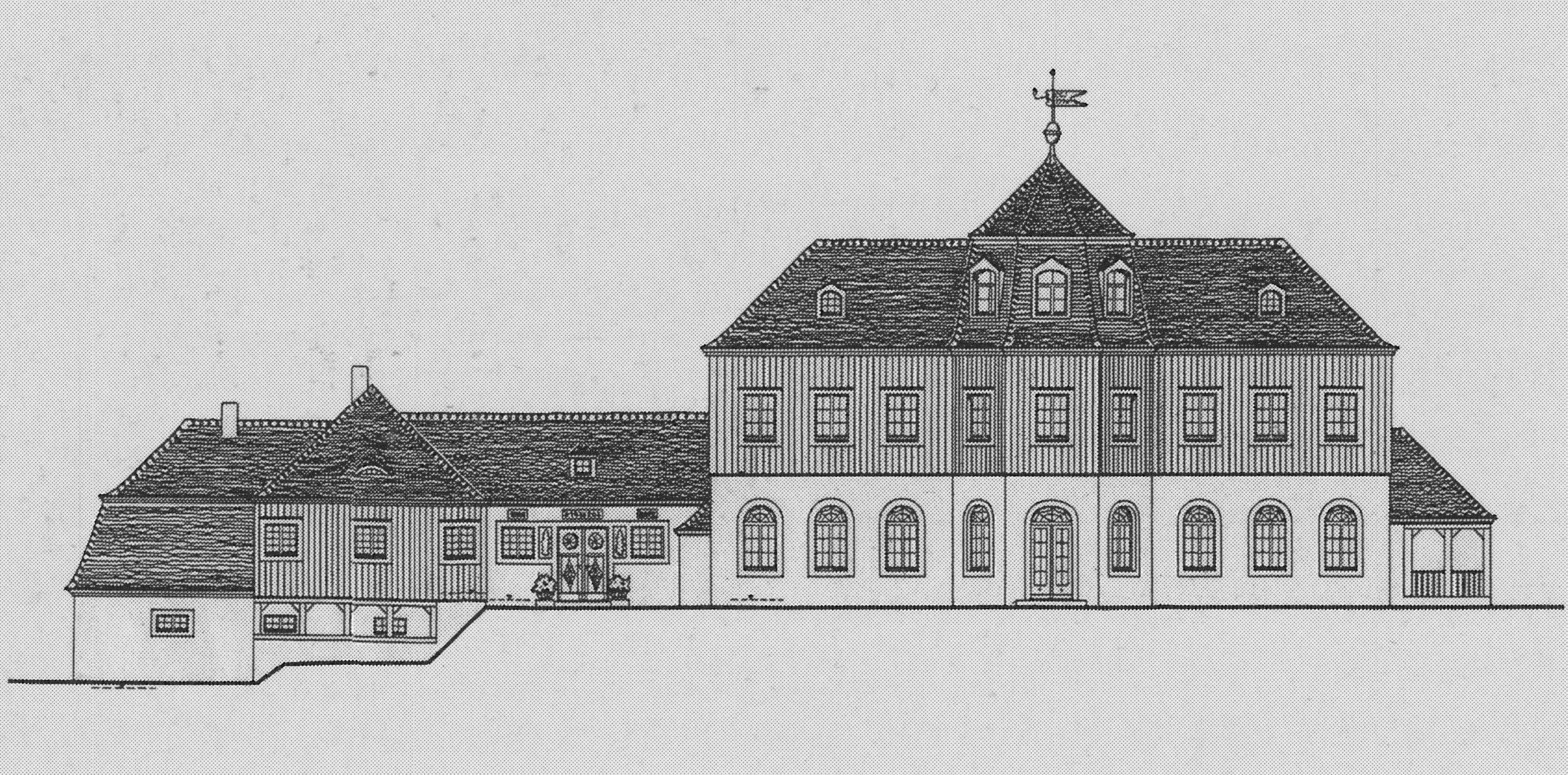
Radebeul – „Haus in der Sonne” (1920 rok)

W 1770 roku – Georg Christian Städter lub Stätter postanowił przebudować swoją winnicę na dwór w stylu barokowym. Letnią rezydencję zbudowali dla niego mistrz murarski – Heerklotz z Hoflössnitz i cieśla – Gottschalk z Königstein. Dalej na północ od posiadłości znajdował się budynek gospodarczy z
tłocznią wina i piwnicą na wino. Od 1790 roku budynki rozbudowywano kilkakrotnie. W pierwszej połowie XIX wieku właścicielem majątku był kupiec – Friedrich Zembsch, do którego należała również winiarnia – (niem.) (Haus Steinbach) położona u stóp winnicy. Zembsch nazwał budynek – (niem.) „Friedrichsburg”.
Po katastrofie filoksery w połowie lat osiemdziesiątych XIX wieku, na początku XX wieku budynek podzielono na pięć mieszkań.
W 1917 roku architekt – Martin Hammitzsch, który zasłynął budową drezdeńskiego Yenidze, nabył tę posiadłość wraz ze swoją pierwszą żoną – Marią. W latach 1920–1921 przeprojektował „Friedrichsburg” i rozbudował go po stronie zachodniej, północnej i wschodniej, tworząc przestronny, wiejski dom. W tym czasie Hammitzsch nadał domowi obecną nazwę – (niem.) „Haus in der Sonne” ze względu na jego położenie, dom był skierowany na południe. Przebudował również części winnicy. Podczas renowacji Hammitzsch mieszkał w pobliskim domu przy Weinbergstrasse 48.

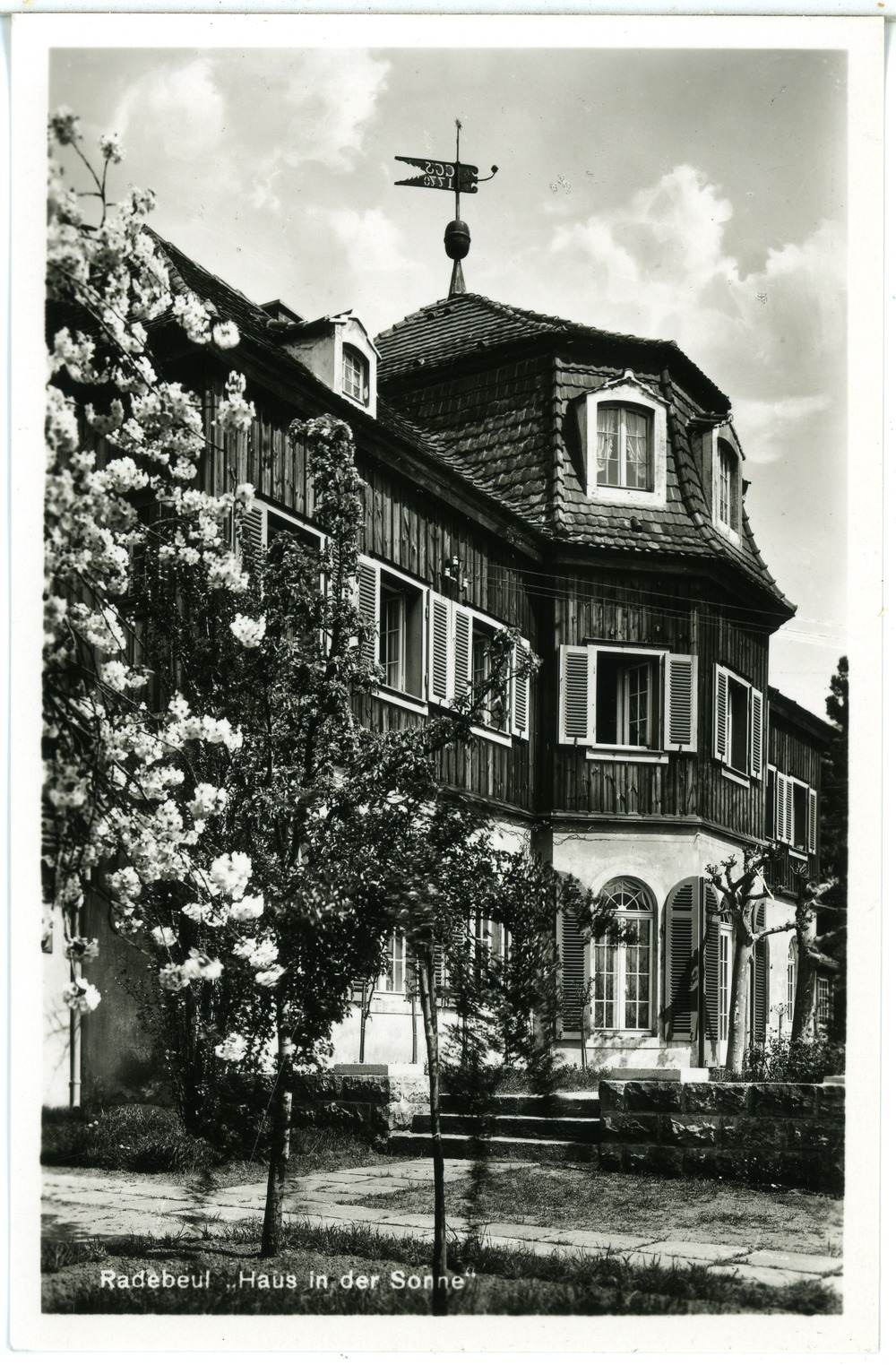
„Haus in der Sonne” (1936 rok)

W 1936 roku Hammitzsch ożenił się ze swoją drugą żoną – Angelą Hitler, siostrą Adolfa Hitlera. W 1937 roku albo 1938 roku Hammitzsch sprzedał „Haus in der Sonne” Deutsche Arbeitsfront i przeprowadził się do Drezna.
W 1939 roku dom został wpisany na listę zabytków. W 1940 roku „Niemiecki Front Pracy” sprzedał majątek Heinsiusowi z Mayenburg.
W czasach NRD nieruchomość należała do – (niem.) „VEB Elbe-Chemie”. Po 1990 roku spadkobiercy znacjonalizowanego w 1952 roku przedsiębiorstwa zajmującego się higieną jamy ustnej odzyskali swój majątek, który sprzedali w 1993 roku przedsiębiorcy budowlanemu z Radebeul, który odnowił podupadły budynek zgodnie z jego statusem zabytku i wprowadził się do niego z rodziną. W maju 2009 roku przedsiębiorca ogłosił, że „dom jest dla niego za duży i chce go sprzedać”. Obecnie winnica należy do – (niem.) Hermannsberg.